# Ta' Dmejrek
Le Ta' Dmejrek est le point culminant de Malte (257 mètres).

## Géographie
Le Ta' Dmejrek est situé sur la partie occidentale de l'île de Malte, dans les collines dominant le village de Dingli.

## Histoire
Au fil des relevés géographiques et du dressement des cartes, le point culminant de l'ile de Malte s'est déplacé sur le bord d'un plateau rocheux. D'abord positionné sur un belvédère en bordure des falaises à l'ouest de Ħad-Dingli à l'altitude de 232 m, il est ensuite situé vers le sud-est près du sémaphore à 235 m, puis toujours plus au sud-est près de la chapelle Maddalena à 241 m d'altitude. Par la suite, il est situé vers le nord-ouest, près du radôme, à 249 m pour finalement être situé vers le sud-est, sur un plateau près des carrières de Ħad-Dingli, à 257 m d'altitude à 2,7 kilomètres de son premier positionnement. Des monticules de débris des carrières déposés sur le plateau où se situe le Ta' Dmejrek dépassent par ailleurs en altitude le point naturellement le plus élevé de l'archipel maltais.